# Sorocea briquetii
Sorocea briquetii är en mullbärsväxtart som beskrevs av Macbride. Sorocea briquetii ingår i släktet Sorocea och familjen mullbärsväxter. Inga underarter finns listade i Catalogue of Life.